# 延边广播电视台
延边广播电视台（中国朝鲜语：／ Yŏnbyŏn Lajio Tellebijyon Pangsong-gug */?）是总部位于中国吉林省延边朝鲜族自治州延吉市的一家广播电台兼电视台，是中国电视史上的第一家少数民族语言电视台:400，节目覆盖中国25个地区、100多个县（市）以及以及朝鲜半岛、日本、俄罗斯远东地区。延边电视台成立于1977年12月30日:400，1993年9月3日开播延边有线电视台，2006年8月10日开播延边卫视。2014年，延边人民广播电台与延边电视台合并成立“延边广播电视台”。

## 历史

### 早期历史
延边广播电台的前身是1938年4月1日日本人成立的日语广播电台“延吉放送局”。1945年8月15日日本投降后，延吉放送局被苏军接管:397-398。1946年6月，中共吉林省委接管延吉后，延吉放送局改为“延吉新华广播电台”；同年7月1日，延吉新华广播电台正式开播，起初以汉语广播为主，朝鲜语广播每天只有50分钟。延吉新华广播电台是中国历史上首个使用朝鲜语播音的电台。1948年10月长春解放后，中共吉林省委迁至长春；延吉新华广播电台由中共延边地委接管，并于同年11月1日开始朝鲜语广播。1949年5月，延吉新华广播电台更名为“延吉人民广播电台”，1951年4月更名为“延边人民广播电台”:398-399。

### 延边电视台
延边电视台由原延边人民广播电台的朝鲜族广播电视工作者筹建，并于1975年建立“延边电视转播台”。按当时的规定，地区一级不得制播电视自办节目。经过多次进京反映延边的特殊情况，中央有关部门最终同意成立延边电视台。1977年12月30日，延边电视台正式宣布成立，成为中国电视史上第一家少数民族语言电视台。延边电视台创建之初，仅有十几名职工、1台播出机、2台16毫米摄影机和3台黑白摄影机，只能隔几天播放一次经过复制的电影。:400
延边电视台创办的第一个电视节目是《延边新闻》。1980年7月19日，中国首位朝鲜族电视播音员朴贞义，在一个由办公室改装成的演播室内，第一次与延边观众见面；中国首个朝鲜语电视新闻节目就此诞生:401。1981年8月15日，延边电视台开始定期播放彩色电视节目，结束了不定期播放黑白电视节目的历史。1985年，延边电视台开始拥有较为齐全的机构，人员和设备得到很大的提高，每年能保证1800小时的播出时间，其中朝鲜语节目占到30%。延边州内的各县（市）也相继建成电视转播台，利用微波传输节目，使朝鲜语电视节目在全州的覆盖率达到80%:401。1993年5月，延边有线电视台开始筹建；同年9月3日开播。
1982年，延边电视台首次播出了自己制作的第一部电视剧《放心吧，妈妈》。之后，延边电视台又先后制作了《芦花》（9集，1994年）、《战地金达莱》（15集，1996年）、《全家福》（16集，2000年）等电视剧。其中，《战地金达莱》被翻译成汉语，先后两次在中国中央电视台播出，并荣获国家级奖:402。1990年代后期，韩国家庭剧《爱情是什么》首先在延边电视台试播，后在中国中央电视台热播:69-70；该剧的热播被普遍认为是“韩流”在中国和东南亚地区流行的开始:序1。2012年9月，延边电视台与中国中央电视台同步播出了反映朝鲜族生活的电视剧《长白山下我的家》，该剧获得第29届中国电视剧飞天奖长篇电视剧三等奖和第27届中国电视金鹰奖优秀电视剧。
自20世纪80年代以来，延边电视台制作了许多放映朝鲜族和延边州发展历史和文化的电视专题片、纪录片，其中包括反映中国朝鲜族沧桑历史的40集大型电视专题片《延边阿里郎》、描写朝鲜族之魂的大型特别电视节目《世纪钟声》、反映延边50年成就的电视系列纪录片《光辉的50年》、介绍朝鲜族音乐史的50集大型音乐专题片《歌唱50年》:401-402。20世纪90年代，延边电视台为提高延边的知名度先后制作了《中国第一自治州——延边》、《东北亚的宝地》等节目，并通过吉林电视台的国际节目《中国吉林》将延边电视台制作的节目推广到世界各地。2002年，延边电视台为迎接延边朝鲜族自治州成立50周年，制作了反映中国人民解放军军歌作曲者郑律成的故事片《走向太阳》；该片被中宣部选为中共十六大献礼片，在全国各地放映:401。
2006年8月10日，延边卫视正式开播，成为中国首个地区级“上星”媒体，也是中国唯一朝鲜语卫星电视媒体；覆盖范围包括中国东北三省、山东半岛、京、津、沪、粤等部分朝鲜族聚居地区，以及朝鲜半岛、日本、俄罗斯远东地区。目前，延边卫视已在中国25个地区、100多个县（市）级的电视网络播出，收视覆盖人口突破了1亿，视节目全天播出时长约为20小时，朝鲜语和汉语节目比例约为1:1。

### 延边广播电视台
2014年，延边人民广播电台与延边电视台合并成立“延边广播电视台”。

## 频道

### 电视频道
| 頻道名稱               | 语言           | 广播格式                    | 啟播時間                                                                                                   | 频道前身                                                         | 備註 | 備註 |
| 朝语综合频道（YBTV-1） | 普通话、朝鲜语 | SD: PAL 576i 16:9 HD: 1080i | 標清版：1977年12月30日 高標清16:9同播：2016年12月20日                                                      | 延吉电视台 延边电视台 延边电视台新闻综合频道                     | 但也有汉语节目及广告 |      |
| 汉语综合频道（YBTV-2） | 普通话、朝鲜语 | SD: PAL 576i 16:9 HD: 1080i | 標清版：1990年代 高標清16:9同播：2016年12月20日                                                            | 延边电视台经济频道 延边电视台经济文化频道 延边电视台经济生活频道 | 但也有朝鲜语广告 |      |
| 延边卫视（CYS）        | 普通话、朝鲜语 | SD: PAL 576i 16:9 HD: 1080i | 标清版：1993年9月3日（延边影视频道） 2006年8月10日（延边卫视） 合并：2009年 高标清16:9同播：2016年12月20日 | 延边有线电视台 延边电视台影视频道（YBTV-3）                      | 隶属于延边广播电视台，2011年起广电总局备案挂名于吉林广播电视台，但频道的节目制作、运营和播出仍然由延边广播电视台负责，在中国直播卫星户户通的二代机当中显示为“吉林朝语频道”（其余机型的卫星机顶盒均为“吉林延边朝鲜语”）。 |      |

停播频道
- 影视频道（YBTV-3）：前身为延边有线电视台，1993年9月3日开播，2009年停播。

### 广播频率
（以下为延吉市发射频率）
- 朝语新闻综合广播：AM1206kHz、FM94.9MHz
- 汉语新闻综合广播：AM1053kHz、FM98.3MHz
- 交通广播：FM105.9MHz
- 旅游广播：FM104.9MHz